# 50 Hydrae
50 Hydrae är en orange jätte i Vattenormens stjärnbild.
50 Hydrae har visuell magnitud +5,08 och är synlig för blotta ögat vid normal seeing. Den befinner sig på ett avstånd av ungefär 220 ljusår.